# Monochrome (BABYMETALの曲)
「Monochrome」（モノクローム）は、BABYMETALの配信シングル。2022年 11月18日にトイズファクトリー・BABYMETAL RECORDSから発売された。

## 概要
当楽曲は2023年3月24日に発売するアルバム『THE OTHER ONE』の第ニ弾先行配信楽曲として2022年11月18日に各種音楽配信サイトで先行配信された。作編曲はYUPPEMETALが行った。

## 音楽性
『ROCKIN‘ON JAPAN』1月号で高橋智樹は、「ハイパーなビートとメロディアスなリフが雄大な音の風景を描き上げるラウドバラード」と紹介した。

## ミュージック・ビデオ
当楽曲のミュージック・ビデオは楽曲配信と同時にYoutubeのBABYMETAL公式チャンネルで公開された。BABYMETAL初のリリックビデオで制作は田中紫紋。楽曲とMVをセットで鑑賞することで、楽曲のもつ世界観が広がる。
また、YouTubeチャンネル「THE FIRST  TAKE」の第299回にBABYMETALが初めて登場し、「Monochrome」のピアノアレンジ「- Monochrome - Piano ver. / THE FIRST TAKE」を披露した。アレンジには、はたっぷ(幡宮航太/Kota Hatamiya)が加わった。

## ライブ・パフォーマンス
2023年1月28日と29日に幕張メッセで開催されたワンマンライブ「BABYMETAL RETURNS - THE OTHER ONE -」で初披露された。間奏では、SU-METALの呼びかけで観客がスマートフォンのライトを点けて頭上で振るパフォーマンスを行った。